# Vibilia cultripes
Vibilia cultripes is een vlokreeftensoort uit de familie van de Vibiliidae. De wetenschappelijke naam van de soort is voor het eerst geldig gepubliceerd in 1901 door Vosseler.